# 吹上 (八戸市)
吹上（ふきあげ）とは、青森県八戸市にある町名・地名の一つである。一丁目から六丁目まである。

## 概要
吹上は八戸市中央部の南よりに位置する地域である。東に類家、南に大字中居林、南に大字糠塚、西に長者、北に大字長横町、大字岩泉町、大字類家に接する。鉄道の駅はない。幹線道路は地内に青森県道11号八戸大野線や青森県道251号妙売市線が通るほか、北側に市道3・4・8街路（ゆりの木通り）が接する。また、南側の大字中居林地内に青森県道29号八戸環状線が通る。本寿寺、長流寺、心月院などの寺院がある。

## 歴史

### 沿革
- 1986年（昭和61年）2月17日 - 吹上・長者地区の住居表示に伴い、類家・中居林・岩泉町・長横町・糠塚の各大字の一部から町が新設され、吹上一丁目から吹上六丁目となる[3][4]。

### 字・町名の変遷
| 実施後     | 実施年月日    | 実施前（特記なき字名はその一部）                                                                                           |
| ---------- | ------------- | --- |
| 吹上一丁目 | 1986年2月17日 | 大字類家字向田屋の全部、同字新寺前の全部、同字外中居の全部、同字縄手下、同字堤田、大字中居林字館越、大字岩泉町、大字長横町 |
| 吹上二丁目 | 1986年2月17日 | 大字中居林字上野切、同字館越山、同字外中居、同字館越                                                                       |
| 吹上三丁目 | 1986年2月17日 | 大字糠塚字野場先、同字長者山下、大字類家字縄手下、大字中居林字吹揚                                                         |
| 吹上四丁目 | 1986年2月17日 | 大字中居林字花草谷地の全部、同字吹揚、大字糠塚字野場先                                                                     |
| 吹上五丁目 | 1986年2月17日 | 大字中居林字館越山、同字外中居、同字上野切                                                                                 |
| 吹上六丁目 | 1986年2月17日 | 大字中居林字藤覚、同字蒼前                                                                                                 |
| 長者一丁目 | 1986年2月17日 | 大字糠塚字下道、同字南糠塚、同字北糠塚、同字長者山                                                                         |
| 長者二丁目 | 1986年2月17日 | 大字糠塚字段の外の全部、同字野場先、同字長者山下、大字中居林字吹揚                                                         |
| 長者三丁目 | 1986年2月17日 | 大字糠塚字𦹀渡の全部、同字中村の全部、同字北糠塚、同字南糠塚、同字平中                                                     |
| 長者四丁目 | 1986年2月17日 | 大字糠塚字北長市の全部、同字西道の一部                                                                                     |

## 世帯数と人口
2017年（平成29年）4月30日現在の世帯数と人口は以下の通りである。
| 丁目       | 世帯数    | 人口    |
| ---------- | --------- | ------- |
| 吹上一丁目 | 519世帯   | 970人   |
| 吹上二丁目 | 490世帯   | 1,029人 |
| 吹上三丁目 | 537世帯   | 1,013人 |
| 吹上四丁目 | 366世帯   | 704人   |
| 吹上五丁目 | 394世帯   | 827人   |
| 吹上六丁目 | 389世帯   | 812人   |
| 計         | 2,695世帯 | 5,355人 |

## 交通

### 道路
- 青森県道11号八戸大野線
- 青森県道251号妙売市線

## 教育
- 八戸市立第一中学校
- 八戸市立吹上小学校
- 青森県立八戸東高等学校（地内の東側、類家に隣接する）
- 千葉学園高等学校（地内の東側、類家に隣接する）

## 公的機関
- 国立病院機構八戸病院
- 八戸拘置支所

## 商業
- 八戸パークホテル
- よこまちストア吹上店